# El Paraíso, Isla
El Paraíso är en ort i Mexiko.   Den ligger i kommunen Isla och delstaten Veracruz, i den sydöstra delen av landet, 400 km öster om huvudstaden Mexico City. El Paraíso ligger 76 meter över havet och antalet invånare är 688.
Terrängen runt El Paraíso är platt, och sluttar västerut. Runt El Paraíso är det ganska glesbefolkat, med 27 invånare per kvadratkilometer. Närmaste större samhälle är Juan Rodríguez Clara, 12,6 km öster om El Paraíso. Omgivningarna runt El Paraíso är en mosaik av jordbruksmark och naturlig växtlighet.